# 1956 en architecture
| Années de l'architecture : 1953 - 1954 - 1955 - 1956 - 1957 - 1958 - 1959    |
| Décennies de l'architecture : 1920 - 1930 - 1940 - 1950 - 1960 - 1970 - 1980 |

Cet article présente les faits marquants de l'année 1956 en architecture.

## Réalisations
- Le Corbusier termine de construire les maisons Jaoul 1 et 2 à Neuilly.
- Inauguration de l'ancienne chambre de commerce de Caen.

## Récompenses
- Royal Gold Medal : Walter Gropius.

## Naissances
- 15 janvier : Vitali Kaloïev.
- 7 décembre : Antoinette Robain.

## Décès
- 7 mai : Josef Hoffmann (° 15 décembre 1870).
- 20 décembre : Paul Bonatz (° 6 décembre 1877).
- 23 décembre : Josep Puig i Cadafalch (° 17 octobre 1867).